# 118. ловачка дивизија (Вермахт)
118. ловачка дивизија формирана је у мају 1941. од регрута 15. регрутног таласа као 718. посадна дивизија. С обзиром на њену намену, дивизија је имала некомплетну формацију без извиђачког батаљона, са редукованим артиљеријским и специјалистичким саставима. Током маја 1941. дивизија је пребачена у Југославију и размештена на територију НДХ. Штаб дивизије био је смештен у Бањој Луци, а касније је премештен у Сарајево.
Дивизија је учествовала у сузбијању устанка у источној "Босни" и у јануарским борбама против партизана на том терену. Од септембра до децембра 1942. њени делови били су ангажовани у борбама за Јајце против Прве и Треће дивизије НОВЈ, а у јануару 1943. у подручју између река Врбас и Босна у борби против Прве дивизије.
Током операције "Вајс II" дивизија је била ангажована на сектору Горњег Вакуфа и Коњица.
Због борбених потреба дивизија је током марта и априла 1943. преформирана и формацијски попуњена људством и борбеном техником до стандардне формације пешадијске дивизије. Почев од 1. априла 1943. дивизија званично мења назив у 118. ловачку дивизију. Тада је имала око 13.200 војника у следећој формацији:
738. пешадијски пук
750. пешадијски пук
668 артиљеријски пук
118. извиђачки батаљон
118. батаљон оклопних ловаца
118. инжињеријски батаљон
118. батаљон везе.
Током битке на Сутјесци била је ангажована у најинтензивнијим борбама и претрпела најтеже губитке међу немачким јединицама - према извештају од 20. јуна укупно 1.068 (262 погинула, 676 рањених, 130 несталих).
Од јесени 1943. 118. ловачка дивизија распоређена је на подручје средње и јужне Далмације под команду 5. СС корпуса, где је учествовала у бројним борбама на копну и на острвима. Почетком октобра предвиђено је пребацивање дивизије у област Београда ради одбране Београда. Међутим, услед погоршања ситуације у Далмацији (Офанзива за ослобођење Далмације 1944.), у Београд је пребачен само 750. пук, док је остатак дивизије задржан борбама у Далмацији и Херцеговини до краја децембра 1944. Након губитка Београда дивизија у измењеном саставу учествовала је у борбама на Сремском фронту, а фебруара 1945. пребачена је у јужну Мађарску. Положила је оружје маја 1945. у јужној Аустрији пред Црвеном армијом

## Ратни злочини
118. ловачка дивизија починила је бројне ратне злочине над заробљееницима и цивилима током Битке на Сутјесци, затим у Стону, на Пељешцу, у Сињској крајини и на другим местима
Командант дивизије генерал Јозеф Киблер и командант 750. пука потпуковник Гинтер Трибукајт фебруара 1947. у Београду за почињене ратне злочине осуђени су на смрт и погубљени.